# كيس درقي لساني
الكيس الدرقي اللساني هو كيس ليفي تكَون نتيجةً لوجود القناة الدرقية اللسانية المستديمة. يمكن تعريف الكيس الدرقي اللساني على أنه كتلة غير منتظمة تطورت من خلال بقاء بعض الخلايا والأنسجة بعد تكون الغدة الدرقية في مرحلة التطور الجنيني.
تعتبر الكيسة الدرقية اللسانية ثاني أكثر أنواع الكتل - في منطقة الرقبة- انتشاراً، كما أنها تتواجد غالباً تحت العظم اللامي، وعلى الرغم من ذلك، من الممكن أن تتواجد في أي مكان من الغدة الدرقية إلى قاعدة اللسان وثلمة فوق القص.
هناك مسببات أخرى للكتل العنقية أو الرقبية، مثل: تضخم الغدد الليمفاوية، الكيسة الجِلدانية، والتشوهات السِنية الخلقية.
تتطور الكيسة الدرقية اللسانية من وقت الولادة، ويتم تشخيصها من خلال اختبارات متعددة لتحديد درجة حدة الكيس ولاختيار العلاج المناسب. من الممكن أن تتطور بعض المضاعفات مثل العدوى والالتهاب.يرتبط الكيس الدرقي اللساني بزيادة في نسبة الإصابة بالنسيج الدرقي المُنتبذ.

## الإحصائيات
- الكيسة الدرقية اللسانية هي ثاني أكثر الكتل العنقية إنشاراً، بعد تضخم الغدد الليمفاوية.
- نسبة الإصابة بين الرجل والمرأة متساوية.
- 70% من التشوهات العنقية بسبب الكيسة الدرقية اللسانية.
- 7% من الناس الطبيعيين يحملون بقايا من القناة الدرقية اللسانية.

## الاستعلان السريري
غالباً ما توجد الكيسة الدرقية اللسانية في منتصف العنق، بين برزخ الغدة الدرقية والعظم اللامي. كما أنها تكون ناعمة الملمس وكيسية، ونادراً ما تكون مؤلمة، إلا في حالة العدوى والالتهاب. هناك أعراض أخرى أقل انتشار، مثل: صعوبة التنفس، صعوبة البلع، آلام البطن -خصوصاً إذا كان الكيس كبير في الحجم.
من الممكن أن تتواجد في أي مكان بين القناة الدرقية اللسانية، ولكن تواجدها في منطقة اللسان أو قاعة الفم نادر.
تتحرك الكيسة الدرقية اللسانية إلى الأعلى عند قيام المريض بإخراج لسانة.
بعض التشوهات الدرقية الأخرى قد توجد في الأماكن المتعلقة بالكيس الدرقي اللساني، كما هو في حالة الدرقية اللسانية -تختلف عن الكيسة الدرقية اللسانية- والتي من الممكن أن توجد في بعض الأحيان في قاع اللسان.

## المسببات
تعتبر الكيسة الدرقية اللسانية عيب خلقي خلال مراحل التطور الجنيني، يبدأ تطور الغدة الدرقية من قاعة اللسان، ثم تقوم بالتحرك إلى القناة العنقية، التي تعرف بالقناة الدرقية اللسانية. عند وصول الغدة الدرقية إلى مكانها الطبيعي، تغلق القناة الدرقية اللسانية لحظياً. في بعض الحالات، تبقى بعض الأجزاء من تلك القناة مكونةً جيوب صغيرة، والتي تعرف بالأكياس. خلال حياة الشخص، هذه الأكياس قد تمتلئ ببعض السوائل والمخاط، وقد تصاب بعدوى وتلتهب مما يؤدي إلى بروز الكيس والبحث عن عناية طبية.

## التطور الجنيني
تنشأ القناة الدرقية اللسانية من الثقبة العوراء عند نقطة الإتصال بين الثلث الخلفي مع الثلثين الأماميين للسان. عند بقاء أي جزء من القناة، تتكون الجيوب أو النواسير أو الأكياس. معظم النواسير تكون نتيجةً لتمزق أو جرح في الكيس الملتهب والمصاب بالعدوى. الكيس الدرقي اللساني مغطى بظهارة مطبقة كاذبة ذات أهداب، ويغطى الناسور الدرقي اللساني بالظهارة الإسطوانية.

## التشخيص
غالباً ما يتم تشخيص الكيس الدرقي اللساني بالفحص السريري عن طريق الطبيب.  من المهم أن يتم التأكد من وجود أي نسيج درقي متواجد داخل الكيس، والذي سيحدد درجة حدة الحالة التي يتم التعامل معها.

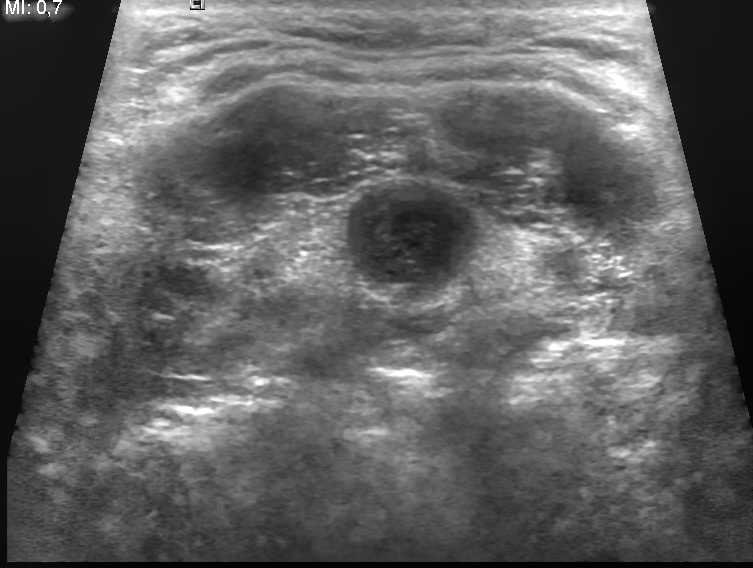

| الاختبار               | التعريف |
| ---------------------- | --- |
| تحاليل الدم            | غالباً يتم طلب تحاليل الغدة الدرقية                                                                                           |
| الأشعة فوق الصوتية     | ترسل الأشعة فوق الصوتية موجات عالية التردد لخلق صور للأوعية الدموية والأنسجة والأعضاء للكشف عن الكتلة والأنسجة للغدة الدرقية |
| فحص نووي للغدة الدرقية | يتم استخدام اليود المشع أو التكنيشيوم للكشف عن أي خلل وظيفي في الغدة الدرقية                                                 |
| خزعة الإبرة (FNA)      | يتم استخراج بعض الخلايا وإرسالها إلى المختبر لإتمام التشخيص                                                                  |

## الأعراض
غالباً ما يعاني المريض من كتلة في منتصف العنق أسفل العظم اللامي بدون أي أعراض أخرى. الكتلة غالباً ما تتحرك مع البلع أو إخراج اللسان، بسبب إتصالها باللسان. بعض المرضى يعاني من آلام في العنق أو الحلق، أو قد يعاني من صعوبة في البلع.
تزيد الإفرازات الفموية في حالة إستمرار القناة، أو وجود جيوب، مما يزيد نسبة إصابتها بالعدوى. 50% من حالات الكيس الدرقي اللساني لا يتم تشخيصها حتى مرحلة البلوغ-وما فوق-. تكون الكتلة أو القناة في مرحلة ساكنة وبدون أي أعراض أو علامات لسنوات، بل وحتى عقود، إلى أن يوجد محفز لتوسعها وظهورها على السطح. العدوى تسبب ظهور لحظي للكتلة أو انتفاخ لها، مع فترات سكون مع نكسات دورية. في بعض الحالات، النزح اللحظي أو المباشر قد يحدث من دون أي تدخل طبي. التشخيص التفريقي للكيسة الدرقية اللسانية يشمل النسيج الدرقي الخارجي، انتفاخ الغدد الليمفاوية، الدراق، الكيسة الجلدانية

## الخصائص الإكلينيكية
الخصائص الإكلينيكية توجد في المنطقة ما تحت اللامية للقناة الدرقية اللسانية و75% منها تكون في منتصف العنق على شكل انتفاخ أو تضخم. في باقي الحالات، توجد تلك الخصائص على جانبي العظم اللامي.

## المضاعفات

### العدوى

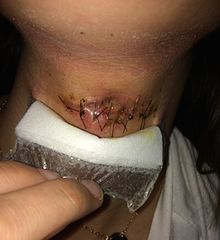
عدوى في مكان الجراحة بسبب الغرز.

تصاب القناة الدرقية اللسانية بالعدوى في حال إستمرارها لفترة زمنية معينة دون علاجة، وفي حال عدم تشخيصها. في بعض حالات العدوى والالتهابات يشتكي المريض من انسداد في القناة التنفسية وصعوبة في البلع بسبب التضخم الشديد للكيسة الدرقة اللسانية.نادراً ما تتسرب سوائل الكيسة الملتهبة إلى البلعوم -وفي حال حصولها تسبب في مشاكل عنقية-.
العدوى تحدث قبل أو بعد إستئصال الكيسة الدرقية اللسانية. العدوى التي تحصل بعد الإستئصال تضُم مشاكل جلدية متعددة، منها لمعة جلدية، إحمرار وجفاف بسبب الغرز والتئام الجرح المصاب بالبكتيريا.

### الناسور الدرقي اللساني
مع انفجار الكيس الدرقي اللساني الغير متوقع عادةً، تتكون الجيوب والنواسير. الناسور الدرقي اللساني قد يحدث بعد العملية الجراحية في حال عدم إستئصال الكيس الدرقي اللساني بشكل كامل. عادةً ما يتم الانتباه لهذا التطور عندما يتجمع الدم في منطقة العنق مما يسبب انتفاخ في منطقة العملية الجراحية.

### السرطان
سرطان الكيسة الدرقية اللسانية نادر جداً، ويشكل فقط 1-4% من جميع الحالات. التوجيهات لعلاج هذا السرطان مختلف فيها.
الخلايا السرطانية تكون درقية المصدر، وتتواجد في الكيس الدرقي اللساني في حال وجود نسيج درقي فيها.

## العلاج
العلاج الأمثل للكيسة الدرقية اللسانية هو الجراحة. عملية سيسترنك (Sistrunk Procedure) -المستخدمة في هذه الحالة- تعرف بإستئصال القناة الدرقية اللسانية إلى قاع اللسان مع إستئصال الجزء الوسطي من العظم اللمي، لتأكد من إزالة القناة بشكل كامل. تستخدم المضادات الحيوية في حالات العدوى.
على الرغم من الكيس الدرقي اللساني حميد في أصله، لكنه يتم إستئصالهُ لعدة أسباب:
- في حال وجود أعراض، مثل صعوبة التنفس أو البلع.
- في حال وجود عدوى والتهاب.
- أسباب وقائية لمنع حدوث العدوى أو السرطان.
- أسباب تجميلية.

الأشعة النووية ووظائف الغدة الدرقية تطلب قبل العملية لتأكد من سلامتها. رجوع الكيسة مرة أخرى غير محتمل بعد الجراحة.